# Edwin Jonker
Edwin Jonker (Amsterdam, 4 oktober 1976) is een Nederlands acteur. Met zijn rol in 2002 als Melvin Kramer in de televisieserie Trauma 24/7 raakte Jonker bekend bij het grote publiek. In 2019 kreeg hij een van zijn grootste rollen, als Jezus in The Passion (in Dordrecht).

## Biografie
Jonker groeide op in de wijk Gein in Amsterdam-Zuidoost, waar veel jongeren met een Surinaamse achtergrond wonen die zich spiegelen aan de zwarte Amerikaanse hiphopcultuur. Vanuit die cultuur ontstond eind jaren tachtig een muziekvorm die bekend werd als new jack swing of swingbeat, een combinatie van rap en r&b waarin vooral boybands als Guy, Boyz II Men, Blackstreet en Jodeci veel succes hadden. Zo begon Jonker begin jaren negentig ook met zingen in groepsverband, waarmee hij in de, destijds nog underground, urban-scene optrad. De groep kende over een periode van enkele jaren verschillende samenstellingen rondom Jonker en zijn jeugdvriend Jason van Gestel. Zo heeft zanger Ivan Peroti nog kortstondig deel uitgemaakt van de groep voordat hij toetrad tot Sat-R-Day.
Weinig Nederlandse platenlabels zagen destijds brood in urbanmuziek, dus besloot Jonker een andere muzikale weg in te slaan. Na een geslaagde auditie in 1999 kreeg hij de rol van Julius in de musical Home, waarin hij na de première op 5 februari 2000 voor enkele maanden het podium deelde met onder anderen Michiel Huisman en Terence Schreurs. Hier ontwikkelde hij zijn liefde voor musicals, waarin zang en acteerwerk samenkomen. Datzelfde jaar kreeg hij ook de rol van Tom Collins in de musical Rent, waarmee hij in 2001 de John Kraaijkamp Musical Award voor beste mannelijke bijrol won.
Jonker begon ook met acteren in gastrollen voor series als Baantjer en Costa!. Dit leverde hem in 2002 een vaste rol in de televisieserie Trauma 24/7 op en bijrollen in films als Oesters van Nam Kee en Loenatik: de moevie. In 2004 sprak hij de Nederlandse stem in van Will Smith in de animatiefilm Shark Tale. In 2015 speelde hij de rol van Romeo in de film De ontsnapping.

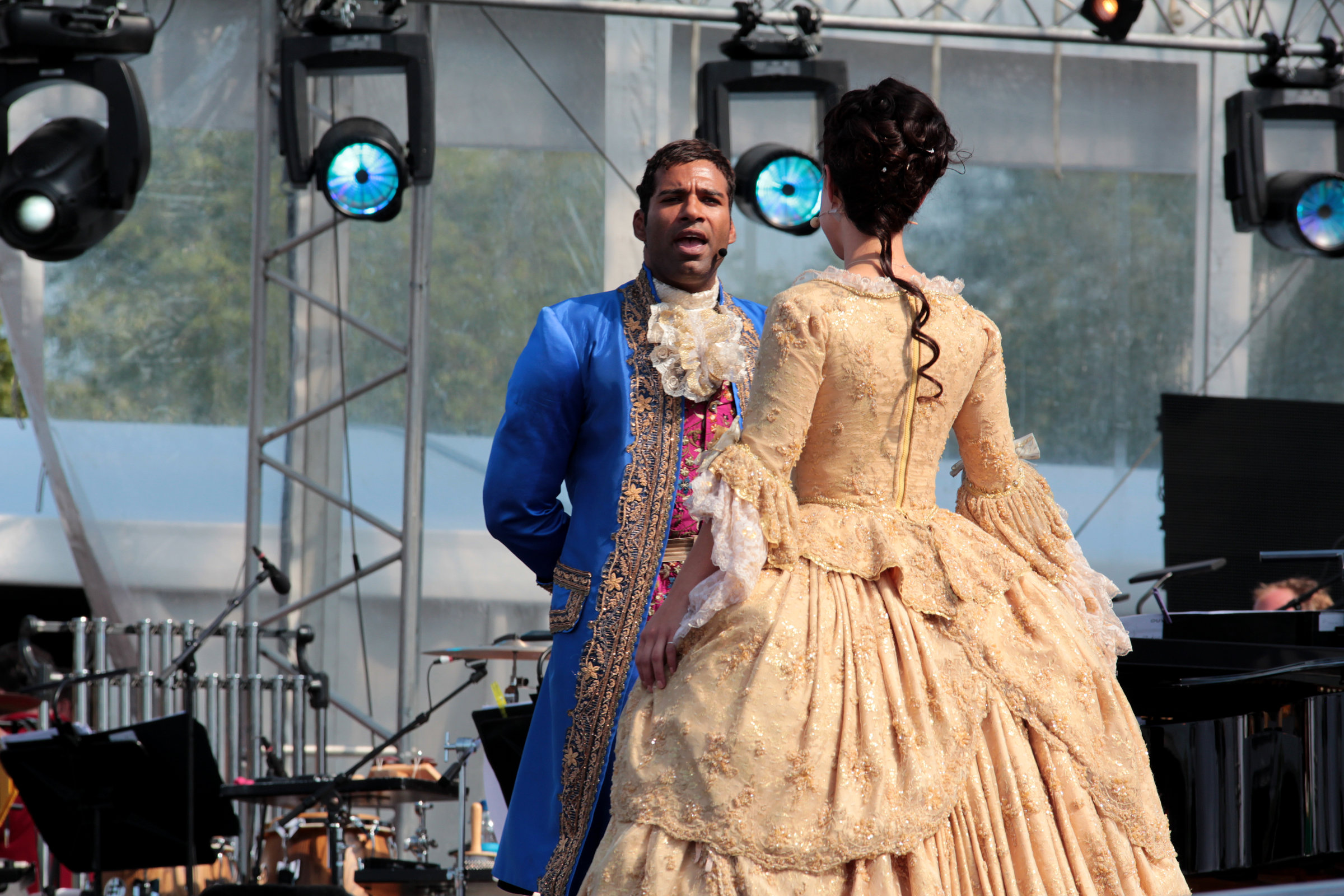
Optreden in Belle en het beest

## Privé
Uit een eerdere relatie met musicalster Nurlaila Karim heeft Jonker een zoon en een dochter. 

## Filmografie

### Film
- 2002: Bella Bettien, als John
- 2002: Polonaise, als politieagent Wessel
- 2002: Oesters van Nam Kee, als Felicio
- 2002: Loenatik: de moevie
- 2004: Madame Jeanette, als Roy
- 2004: Shark Tale, als Oscar (stem, Nederlandse versie)
- 2005: Johan, als Hennie Bordeaux
- 2007: Trage liefde, als barkeeper
- 2008: Vox populi, als Hipoliet
- 2009: Amsterdam, als agent
- 2012: Als je verliefd wordt, als Jimmy
- 2015: De ontsnapping, als Romeo
- 2015: Mannenharten 2, als Winston
- 2017: Tuintje in mijn hart, als Virgil
- 2018: Spider-Man: Into the Spider-Verse, als Jefferson Davis (stem, Nederlandse versie)
- 2019: Toy Story 4, als Duke Caboom (stem, Nederlandse versie)
- 2019: F*ck de Liefde, als Jack
- 2019: De club van lelijke kinderen, als Uberkliener
- 2021: Just Say Yes, als John
- 2021: Liefde zonder grenzen, als Mike
- 2021: Don't Look Up, als Dr. Clayton "Teddy" Oglethorpe (stem, Nederlandse versie)
- 2022: Boeien!, als Orlando
- 2022: F*ck de Liefde 2, als Jack[2]
- 2022: Minions: The Rise of Gru, als Jean-Clawed (stem, Nederlandse versie)
- 2022: Zwanger & Co, als Silvijn
- 2023: Ruby Kieuwmans: Tiener met Tentakels, als vader Arthur (stem, Nederlandse versie)
- 2023: The Super Mario Bros. Movie, als voorman Spike (stem, Nederlandse versie)
- 2023: Trolls 3 in Harmonie, als John Dory (stem, Nederlandse versie)
- 2023: Spider-Man: Across the Spider-Verse, als Jefferson Davis (stem, Nederlandse versie)
- 2024: Verliefd op Bali, als Frank
- 2024: De mooiste dag, als Hugo
- 2024: Mufasa: The Lion King, als Kiros (stem, Nederlandse versie)
- 2025: A Minecraft Movie, als Garrett "The Garbage Man" Garrison (stem, Nederlandse versie)
- 2025: Dochters, als Jochem
- 2025: De film van Rutger, Thomas & Paco, als William

### Televisie
- 2001: Wet & Waan, als Abel (seizoen 1, gastrol)
- 2001: Baantjer, als Herman Koestal (seizoen 7, gastrol)
- 2001: Costa!, als Martin (seizoen 1, gastrol)
- 2002: Trauma 24/7, als Melvin Kramer (seizoen 1 & 2)
- 2002: Recht op Recht, als Justin Okiko (seizoen 4, gastrol)
- 2003: Russen, als Harry van der Schuur (seizoen 4, gastrol)
- 2003: Meiden van De Wit, als Johnny (seizoen 2, gastrol)
- 2005: De Band (seizoen 2, 4 afl.)
- 2005: AlexFM, als Max
- 2006: Keyzer & De Boer Advocaten, als Mitchel Martina (seizoen 1, gastrol)
- 2007: Lotte, als Alex van Weerden (seizoen 4, 22 afl.)
- 2007: Voetbalvrouwen, als Robert (seizoen 1 & 2, 2 afl.)
- 2011: Van God Los, als Dil (seizoen 1, gastrol)
- 2011: Mixed Up, als Bruno (9 afl.)
- 2015: Noord Zuid, als Germain (2 afl.)
- 2017: Vechtershart, als Maikel (seizoen 2, 8 afl.)
- 2017: Vaders en Moeders, als Bas (12 afl.)
- 2018: Flikken Maastricht, als Sjon Dodeman (seizoen 12, 2 afl.)
- 2018: Zomer in Zeeland, als Derk (gastrol)
- 2018: Klem, als Rico (seizoen 2, 9 afl.)
- 2018: Ninja Nanny, als Stanley (10 afl.)
- 2019: The Passion, als Jezus
- 2019: Meisje van plezier, als Niels
- 2019: De club van lelijke kinderen: De staatsgreep, als Uberkliener
- 2020: De regels van Floor, als Dave vader van Patrick
- 2020-2022, 2024: Goede tijden, slechte tijden, als Richard van Nooten
- 2022: Five Live (televisieserie), als Orlando Boldewijn
- 2025: "Voetbalouders (televisieserie)", als Ramazan Ramdan
- 2022: Scrooge Live, als Jacob Marley

## Theater

### Musicals
- 2000: Home, als Julius
- 2000: Rent, als Tom Collins
- 2002: Copacabana, als Ricco
- 2004: The Lion King, als Mufasa
- 2011: Miss Saigon, als John
- 2013: Sister Act, als Harry Jones
- 2014: Dreamgirls, als Curtis
- 2015: Belle en het Beest, als het Beest
- 2016: A Chorus Line, als Zach
- 2018: The Color Purple, als Mister
- 2019: Annie, als Oliver 'Daddy' Warbucks
- 2024: Jesus Christ Superstar, als Pilatus
- 2025: Nieuwe buren, als Steef
- 2025: Hadestown, als Hades